# Сушанов, Николай Тимофеевич
Николай Тимофеевич Сушанов (1920—1997) — лейтенант Рабоче-крестьянской Красной Армии, участник Великой Отечественной войны, Герой Советского Союза (1944).

## Биография
Родился 15 октября 1920 года в деревне Тростань (ныне — Новозыбковский район Брянской области). После смерти отца в 1931 году вместе со своей семьёй проживал в деревне Красный Восток, Шербакульского района Омской области, окончил там девять классов школы и работал сначала бригадиром полеводческой бригады колхоза «Красный Восток», а затем — секретарем Славянского сельсовета. 25 сентября 1940 г. Шербакульским РВК призван на военную службу в пограничные войска. С сентября 1940 г. проходил службу в должности заместителя политрука 6 пограничной заставы 55 пограничного отряда пограничных войск НКВД (Читинская область, Сковородинский район). С февраля 1943 года — на фронтах Великой Отечественной войны. В 1943 г. служил в 188 Аргунском стрелковом полку 106 Забайкальской стрелковой дивизии (формировался из пограничников в г. Шадринске Челябинской (ныне — Курганской) области) последовательно на должностях командира отделения, помощника командира взвода, заместителя парторга 1 стрелкового батальона 188 стрелкового полка, а с августа 1943 г. — парторгом того же батальона. Приказом командира 106 сд № 043/н от 2 октября 1943 г. награжден орденом Красной Звезды за то, что в период наступления постоянно был в боевых порядках, проводя среди личного состава партийно-политическую работу, направленную на выполнение боевых задач..
Отличился во время битвы за Днепр. 15 октября 1943 года батальон Сушанова переправился через Днепр в районе посёлка Лоев Гомельской области Белорусской ССР и принял активное участие в боях за захват и удержание плацдарма на его западном берегу, отразив ряд немецких контратак и уничтожив несколько вражеских огневых точек. Интересно, что данный подвиг он совершил в день своего 23-летия.
В архивных документах отмечается: "15 октября 1943 г. при форсировании р. Днепр в районе южнее местечка Лоево (название населенного пункта так записано в документе) переправился в первой группе на правый берег Днепра. Сразу же создал истребительную группу и повел ее на уничтожение огневых точек противника. Лично забросал гранатами дзот противника и уничтожил вражеский пулемет с расчетом.
16 октября 1943 г. личным примером героизма увлекал бойцов на отражение контратак противника, а при штурме высоты 138,6, что юго-западнее местечка Лоев, шел с коммунистами батальона впереди атакующих, призывая всех воинов гнать немцев дальше на запад.
17 и 18 октября 1943 г. когда немцы предпринимали одну за другой яростные контратаки на батальон, Сушанов первым поднимался вперед боевых порядков с лозунгами «За нашу Советскую Родину!», «За Советскую Белоруссию, бей фашистских захватчиков!»
Указом Президиума Верховного Совета СССР «О присвоении звания Героя Советского Союза генералам, офицерскому, сержантскому и рядовому составу Красной Армии» от 15 января 1944 года за «образцовое выполнение боевых заданий командования на фронте борьбы с немецкими захватчиками и проявленными при этом отвагу и геройство» старший сержант Николай Сушанов был удостоен высокого звания Героя Советского Союза с вручением ордена Ленина и медали «Золотая Звезда» за номером 2485.
Приказом командира 106 сд № 0202/л от 12 ноября 1943 г. старший сержант Сушанов Н. Т. назначается заместителем командира по политчасти 3 стрелкового батальона 188 стрелкового полка, а 29 ноября 1943 г. приказом войскам Белорусского фронта № 0127/п ему присвоено воинское звание «младший лейтенант».
Числился погибшим в наступательных боях 28 ноября 1943 г. и похороненным на юго-западной окраине с. Остров Озаричского (по другим данным — Домоницкого) района Полесской области (ныне — в составе Октябрьского района Гомельской области). Позднее учли пропавшим без вести 28 ноября 1943 г. под х. Октябрьским Домоповицкого района (название района так записано в документе) Гомельской области. Приказом главного управления кадров Вооруженных Сил СССР № 094 от 31 января 1948 г. исключен из списков Вооруженных Сил как пропавший без вести в боях против немецко-фашистских войск 28 ноября 1943 г. Данный приказ отменен приказом ГУК МО СССР № 059 от 7 января 1955 г. как ошибочный.
Сушанов Н. Т. не погиб. Будучи раненым, в бессознательном состоянии он был пленен немецкими военнослужащими. Вместе с другими пленными был направлен в Глуск, но в процессе этапирования бежал из плена и вскоре примкнул к партизанам. Как записано в учетно-послужной карте на Сушанова Н. Т., с 4 по 7 декабря 1943 года он находился в плену, а затем воевал в партизанском отряде имени Черткова партизанской бригады имени Дзержинского Брестского соединения. В личном листке по учету партизанских кадров на Сушанова Н. Т. отмечено, что с 30 января 1944 года он воевал в партизанском отряде в должности рядового, с 30 января по 16 марта — командира отделения, а с 16 марта по 25 июля — командира роты. Находясь в партизанском отряде, младший лейтенант Сушанов Н. Т. проявил себя как смелый и бесстрашный командир, хороший организатор. Под командованием младшего лейтенанта Сушанова Н. Т. проводились диверсионные акции, пускались под откос поезда, уничтожались тыловые объекты противника. За смелость и отвагу в бою и диверсии младший лейтенант Сушанов Н. Т. от командования партизанского отряда получал неоднократные благодарности, был награжден медалью «Партизану Отечественной войны» 2-й степени. В июле 1944 г., после того, как партизаны соединились с частями Красной Армии, Брестским обкомом КПБ Сушанов Н. Т. был направлен в Шерешевский район на должность заместителя председателя райисполкома.
В послевоенное время Сушанов Н. Т. жил и работал в Беларуси, куда перевез всю семью. В 1948 г. он окончил республиканскую партшколу при ЦК КПБ, в 1967 г. — Белорусскую сельскохозяйственную академию в Горках. Приказом Командующего Белорусского пограничного округа от 13 июня 1969 г. младшему лейтенанту Сушанову Н. Т. присвоено звание «лейтенант». Работал секретарем партийной организации Ружанской МТС, председателем колхоза, начальником управления сельским хозяйством в Ружанском райисполкоме, начальником Брестского районного производственного управления сельского хозяйства, инструктором в Брестском обкоме партии. 
Проживал в городе Бресте (домашний адрес ул. Советская, 24, затем ул. Энгельса, 12). 
Умер 27 января 1997 года, похоронен на Гарнизонном кладбище Бреста.

## Награды и звания
Согласно картотеке учета награжденных, Сушанов Николай Тимофеевич награжден также орденами Ленина, Отечественной войны I и II степени, Октябрьской Революции, трудового Красного Знамени, Красной Звезды, 2 орденами «Знак Почета», медалями «За боевые заслуги», «Партизану Отечественной войны» II степени, «За победу на Германией в Великой Отечественной войне 1941—1945 гг.» и другими наградами.

## Память
- Указом Президента Республики Беларусь от 4 октября 2018 г. № 403[5] имя Героя Советского Союза лейтенанта Сушанова Николая Тимофеевича присвоено пограничной заставе «Лоев» пограничной комендатуры «Лоев» Гомельской пограничной группы органов пограничной службы Республики Беларусь.[6]
- В г. Бресте на доме № 12 по ул. Энгельса Николаю Тимофеевичу Сушанову установлена мемориальная доска[7].
- В г. Новозыбкове в сквере у памятника воину-освободителю 23 сентября 2017 г. был установлен бюст Н. Т. Сушанова[8][9].
- В Белорусской государственной сельскохозяйственной академии (г. Горки Могилёвской области, Республика Беларусь) на аллее Героев Советского Союза и Социалистического труда в его честь посажен каштан и установлен мемориальный знак.
- В г. п. Лоев на территории пограничной комендатуры «Лоев» Гомельской пограничной группы установлен памятник-бюст Герою Советского Союза лейтенанту Николаю Тимофеевичу Сушанову.
- В Ружанах на здании ОАО «Ружаны-Агро» открыта мемориальная доска в честь Героя.